# روبرت إل. د. بوتير
روبرت إل. د. بوتير (بالإنجليزية: Robert L. D. Potter)‏ هو مُحرِّر وصحفي ومحامي وسياسي أمريكي، ولد في 5 فبراير 1833، وتوفي في 2 نوفمبر 1893. انتخب عضو مجلس ولاية ويسكونسن.